# Magliano (Fivizzano)
Magliano is een plaats (frazione) in de Italiaanse gemeente Fivizzano.